# La canaglia
La canaglia (Le Voyou) è un film del 1970 diretto da Claude Lelouch.